# ودي ديفيس
ودي ديفيس (بالإنجليزية: Woody Davis)‏ هو لاعب كرة قاعدة أمريكي، ولد في 25 أبريل 1913، وتوفي في 18 يوليو 1999 في جيسوب في الولايات المتحدة.

## وصلات خارجية
- ودي ديفيس على موقعبيزبول رفرنس.كوم (الدوري الرئيسي) (الإنجليزية)
- ودي ديفيس على موقعبيزبول رفرنس.كوم (الدوري الثانوي) (الإنجليزية)